# 唐纳德·克莱顿
唐纳德·克莱顿（英語：Donald Creighton，1902年—1979年），加拿大历史学家之一。 20世纪中后期曾长期供职于加拿大多伦多大学。他擅常对于加拿大历史学的相关著述，作品生动形象，富于感染力。1979年12月18日因癌症去世。